# Вирга
Вирга (от латински: virga – клонка, вейка) е видима ивица от валеж, който пада от облак, но се изпарява или сублимира, преди да е достигнал земята.
При голяма надморска височина, валежите са основно от ледени кристали, които първо се разтапят, а след това се изпаряват. Това обикновено се дължи на компресионно нагряване, тъй като атмосферното налягане се покачва по-близо до земята. Това е често срещан феномен в пустините и умерените пояси: Близкия Изток, Австралия, Северна Африка, Западните Съединени щати и Канадските прерии.
Виргата може да предизвика различни метеорологични ефекти, тъй като дъждът преминава от течна форма в пара, при което се премахва голямо количество топлина от въздуха, поради високата специфична топлина на изпарение на водата. В някои случаи, тези участъци с по-хладен въздух могат да се спуснат бързо, създавайки влажен или сух микропорив, който може да е много опасен за въздухоплаването. От друга страна, изпаряващите се валежи на висока надморска височина могат да се загреят чрез компресия докато падат и да предизвикат силен вертикален вятър, който може бързо да повиши температурата на повърхността. Това рядко явление често включва изключително сух въздух.
Виргата играе роля и при образуването на бури. Малките частици от даден облак се издухват към съседен пренаситен въздух и действат като кондензационно ядро, създавайки условия за образуване на купесто-дъждовна облачност.

## Извън Земята
Дъждът от сярна киселина в атмосферата на Венера се изпарява, преди да достигне земята, поради голямата температура близо до повърхността. По подобен начин, вирга съществува и на газови гиганти като Юпитер. През септември 2008 г. космическият апарат Финикс на НАСА открива снежен вариант на вирга в марсианските облаци.